# Katastrofa na dole Döllinger
Katastrofa na dole Döllinger u Duchcova v okrese Teplice v Ústeckém kraji, byla tragická událost z 10. února roku 1879, kdy na uvedeném dole došlo k průvalu vod.

## Situace před katastrofou
Důl Döllinger byl zaražen v roce 1871 při severozápadním okraji Duchcova. Při založení dolu byly ale přehlédnuty poměrně složité geologické podmínky v místě. Důl byl postižen celou řadou tektonických poruch a v důsledku blízkosti teplických termálních pramenů trpěl velkou vlhkostí, která mohla horníkům za směnu zničit i jinak velice dobré boty. V prostoru dolu byla navíc jednotlivá místa těžby propojena jen úzkými chodbičkami se žebříky, což v případě akutního nebezpečí mohlo velice ztížit evakuaci horníků z rizikových míst.

## Průval vody do dolu
Prvním signálem, že něco není v pořádku, bylo náhlé zmizení tzv. Obřího pramene u Lahoště koncem června roku 1878. Tato skutečnost však byla zcela ignorována a na Döllingeru se pokračovalo v poměrně bezohledném odtěžování uhelné sloje. V průběhu odpolední směny 10. února 1879 se náhle utrhla uhelná stěna a do dolu začala proudit horká voda. Blízko stěny pracující horníci Kovanda a Hellebrand se stačili zachránit, snažili se varovat své spolupracovníky, ovšem bez valného úspěchu. Téměř všichni zde pracující se utopili. Voda do dolu pronikala rychlostí asi 33 m³/s. Toto nepředstavitelné množství vody důl zatopilo během 40 minut.
Voda z Döllingeru se postupně rozšířila i do jiných důlních děl v blízkosti (Viktorin, Nelson, Fortschritt, Gisela). Na Döllingeru samotném se utopilo 20 horníků a jeden hornický učeň, na blízkém Nelsonu se utopili dva horníci. Katastrofa postihla i teplické lázně, neboť v jejím důsledku se ztratil pramen Pravřídlo. Teplická městská rada si proto vyžádala z Vídně odborníky na geologii, kterým se podařilo pramen pomocí vrtu znovu nalézt. Ti zároveň řídili odvodnění dolů, aby opět bylo možné těžit.
Oběti katastrofy byly vyneseny na den až po dlouhé době, neboť ležely uvnitř zatopeného dolu a v nánosech bahna. Pohřbeny byly 29. května 1881 do společného hrobu na duchcovském hřbitově. Tři později nalezená těla byla tajně do hrobu přidána až v červnu.

## Osud dolu po katastrofě
Těžba na dole Döllinger již po katastrofě nebyla nikdy obnovena. Roku 1895 došlo ke konečné dohodě mezi provozovateli teplických lázní a důlními společnostmi, na základě níž byla v přilehlých dolových polích čerpáním udržována hladina vody na kótě neohrožující teplické prameny. Za tímto účelem byla v dolovém poli Döllingeru vyhloubena vodotěžná jáma Pögel. Dále čerpání vod probíhalo na Obřím prameni v Lahošti.

Čerpání důlních vod na Teplicku bylo na podzim roku 2015 dočasně zastaveno, aby bylo po stoupnutí jejich hladiny následnou dohodou Palivového kombinátu Ústí se společností Coal Services opětovně obnoveno.